# 美瀬
美瀬（みせ）は、千葉県印西市の町丁。現行行政地名は美瀬一丁目および美瀬二丁目。郵便番号270-1607。

## 地理
北は若萩、北東は松虫、東から南は瀬戸、西は舞姫に隣接している。

## 世帯数と人口
2017年（平成29年）10月31日現在の世帯数と人口は以下の通りである。
| 丁目       | 世帯数  | 人口  |
| ---------- | ------- | ----- |
| 美瀬一丁目 | 279世帯 | 874人 |
| 美瀬二丁目 | 19世帯  | 58人  |
| 計         | 298世帯 | 932人 |

## 小・中学校の学区
市立小・中学校に通う場合、学区は以下の通りとなる。
| 丁目       | 番地 | 小学校                 | 中学校             |
| ---------- | ---- | ---------------------- | ------------------ |
| 美瀬一丁目 | 全域 | 印西市立いには野小学校 | 印西市立印旛中学校 |
| 美瀬二丁目 | 全域 | 印西市立いには野小学校 | 印西市立印旛中学校 |

## 施設

### 一丁目
- 印西市役所印旛支所
- 印旛図書館
- 印旛配水場

### 二丁目
- 印西市印旛学校給食センター

## 交通

### 鉄道
地内に鉄道は通っていない。若萩にある北総鉄道北総線の印旛日本医大駅が利用できる。

### 道路
- 国道
  - 国道464号